# Шелекса (река)
Шелекса — река в России, протекает по территории Савинского городского поселения Плесецкого района Архангельской области. Устье реки находится в 172 км по левому берегу реки Емцы, у села Савинское и посёлка Савинский. Длина реки составляет 56 км.
В феврале 1902 года вода ушла не только из карстовых озёр Большое Сямгозеро, Бирючевское, Гагарьяго и всех родников, но и из реки Шелекса, оставив без воды деревни Выползово, Огарково и Подволочье.

## Данные водного реестра
По данным государственного водного реестра России относится к Двинско-Печорскому бассейновому округу, водохозяйственный участок реки — Северная Двина от впадения реки Вага и до устья, без реки Пинега, речной подбассейн реки — Северная Двина ниже места слияния Вычегды и Малой Северной Двины. Речной бассейн реки — Северная Двина.
Код объекта в государственном водном реестре — 03020300412103000033454.